# Fiat Scudo
Il Fiat Scudo è un veicolo commerciale leggero prodotto dalla casa automobilistica italiana FIAT in collaborazione con il gruppo PSA Peugeot Citroën a partire dal febbraio 1996 nello stabilimento Sevel Nord di Valenciennes in Francia. Nel 2007 è stata presentata la seconda generazione.
Tra il 2016 e il 2020, in virtù di un accordo tra FCA e Renault, è stato sostituito dal nuovo Talento, versione leggermente modificata della terza generazione del Renault Trafic.

## Prima generazione (1996-2007)
Lo Scudo nacque nel 1996 da un progetto analogo a un altro di poco tempo prima. L'anno precedente, da una joint-venture tra il Gruppo Fiat e il Gruppo PSA nacquero 4 monovolume di grossa taglia pressoché identiche prodotte con i marchi Peugeot, Citroën, FIAT e Lancia. Analogamente a tale progetto, si decise di utilizzare lo stesso pianale meccanico per realizzare tre veicoli commerciali, anch'essi pressoché identici tra loro, costruiti in Francia nello stabilimento Sevel di Hordain. L'unico marchio che non sarebbe stato utilizzato per questi mezzi commerciali fu quello Lancia. Il modello marchiato Fiat prese appunto il nome di Scudo, ma fu prodotto e commercializzato anche come Citroën Jumpy e Peugeot Expert.
Il veicolo ebbe un buon successo commerciale grazie alla capacità di abbinare compattezza e dimensioni relativamente ridotte ad una buona capacità di carico, che arrivava fino a 900 kg di carico massimo in un vano posteriore di 4 metri cubi di volume. Fu prodotto e venduto in molte versioni, tra cui una a telaio allungato per aumentare ancora la capienza, una versione pulmino per trasporto passeggeri a sei o nove posti (denominata Scudo Combinato) e anche una versione (denominata Scudo Lastrato) che prevedeva la sola cabina di guida già carrozzata ed il resto del telaio a nudo, per poter convertire il veicolo in altre versioni non ufficialmente a listino (capita infatti, anche se non spesso, di vedere versioni ambulanza o camperizzate dello Scudo). Inoltre disponeva del servosterzo di serie e aveva frenatura mista (freni anteriori a disco e posteriori a tamburo). 
Tra gli optional a richiesta erano disponibili: sistema frenante con ABS, aria condizionata, alzacristalli elettrici, chiusura centralizzata e fendinebbia. 

### Aggiornamenti

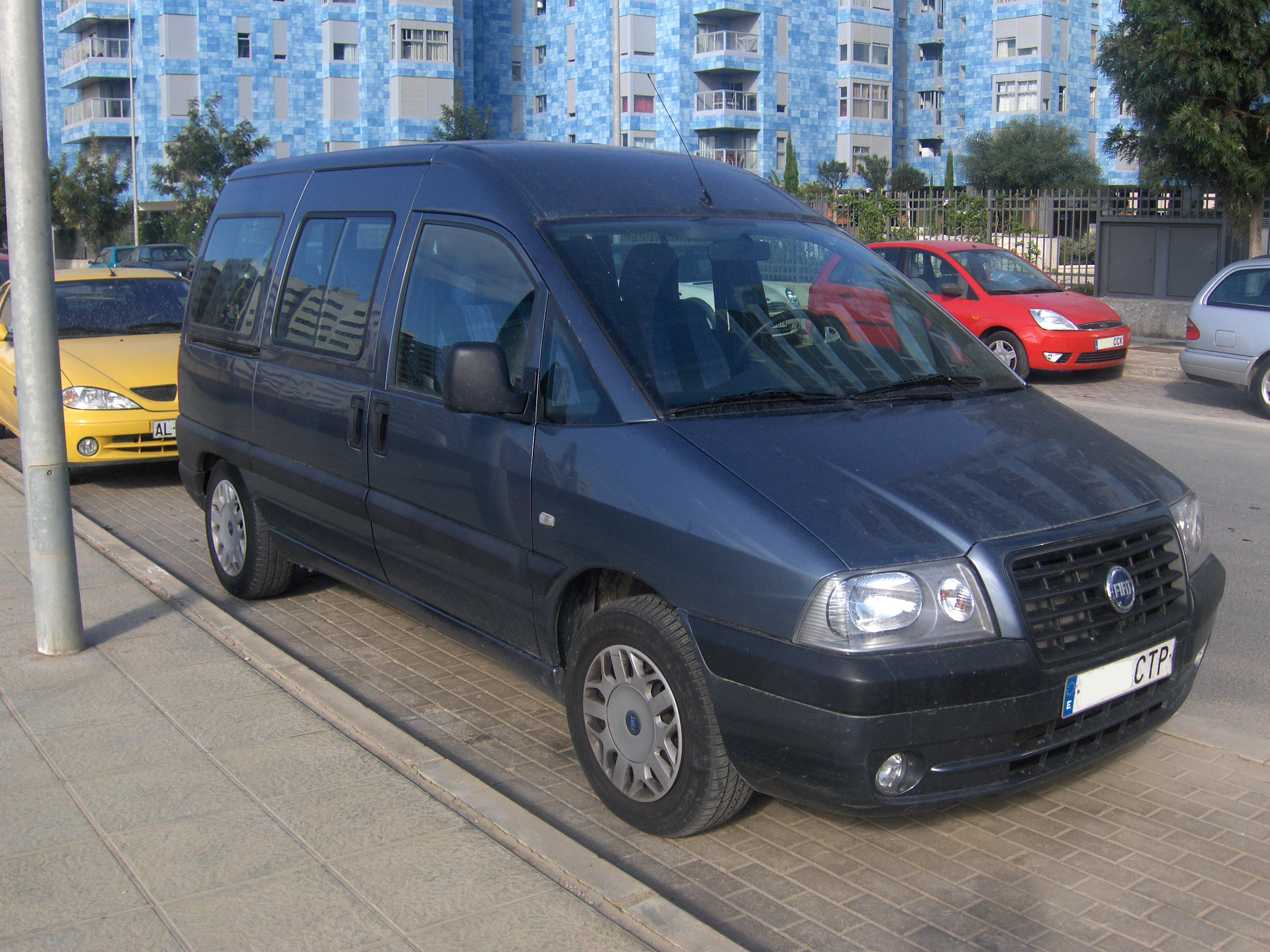
Lo Scudo ristilizzato del 2004

Lo Scudo prima serie fu ristilizzato due volte. La prima nel 1998, quando fu effettuato un facelift che portò all'adozione di una mascherina a forma di ovale allungato e gruppi ottici arrotondati e sottili, ripresi dal nuovo frontale della Ulysse ristilizzata, mentre i motori non ebbero cambiamenti.
Il secondo aggiornamento risale al 2004, quando fu eseguito un restyling più profondo che si concentrava nel frontale, completamente ridisegnato, con una nuova mascherina più grande e corta con il nuovo logo Fiat, nuovi fari anch'essi più grandi. Anche gli interni subirono lievi revisioni, con l'adozione di un nuovo volante a quattro razze. Quest'ultimo restyling interessò anche le due sorelle francesi.

### Motorizzazioni
La scelta dei motori era limitata a tre propulsori, declinati in varie potenze e provenienti dalla consueta produzione del gruppo: un 1.6 benzina da 80 CV, un 1.9 diesel PSA, disponibile sia aspirato con potenza di 69 CV che turbo con 90 CV, ed un 2.0 JTD common rail turbo da 109 CV.
| Modello | Tipo    | Potenza                      |
| 1.6     | benzina | 80 CV                        |
| 1.9 D   | diesel  | 69 CV                        |
| 1.9 TD  | diesel  | 90 CV                        |
| 2.0 JTD | diesel  | 109 CV (introdotto nel 1998) |

Motorizzazioni dopo il restyling del 2004
| Modello | Tipo    | Potenza |
| 2.0     | benzina | 136 CV  |
| 1.9 D   | diesel  | 69 CV   |
| 2.0 JTD | diesel  | 94 CV   |
| 2.0 JTD | diesel  | 109 CV  |

## Seconda generazione (2007-2016)
Nel 2007 viene presentata la seconda serie dello Scudo.
Completamente rinnovato come estetica, soprattutto nel frontale, e come motori disponibili, la seconda generazione sale di grado anche per quanto riguarda la portata, ora sui 1.000-1.200 kg, ed il volume di carico, da 5 a 7 metri cubi, a seconda delle varianti. Il nuovo Scudo si va a porre così in diretta concorrenza con numerosi modelli di furgoni di taglia media di altre case.
Il nuovo Scudo è disponibile anche a passo lungo, con vano merci di 6 metri cubi.
Nel 2012 viene sottoposto ai crash test dell'ente Euro NCAP totalizzando il punteggio complessivo di tre stelle; in particolare l'ente valuta una sicurezza per gli adulti pari al 59%, protezioni bambini pari all'86%, investimento pedoni 26% e dispositivi di sicurezza 26%.
L'anno dopo viene presentato un maquillage dello Scudo, che modifica leggermente il frontale, dove spicca una nuova calandra in Silver Shine, nuovi interni con delle plastiche in tonalità di grigio più scura, e degli allestimenti più ricchi.

### Motorizzazioni
La gamma motori è composta dal nuovo 2,0 litri HDI diesel di produzione PSA serie DW; si tratta di un 4 cilindri common rail a 16 valvole (potenza da 120 e 136 CV) con turbo a geometria variabile, intercooler, ricircolo dei gas di scarico e due catalizzatori ossidanti. Il 2.0 era disponibile anche con il filtro antiparticolato FAP. Oltre al 2.0 è disponibile anche il piccolo 1.6 HDI diesel serie DV6ATED4, altro motore di produzione francese, che eroga 90 cavalli e si posiziona come motorizzazione d'accesso. I motori vengono identificati dalla sigla Multijet ma in realtà sono privi del sistema di iniezione sviluppato dalla Fiat essendo tutti motori di produzione francese.
| Modello                    | Disponibilità | Motore                      | Cilindrata | Potenza         | Coppia massima          | Emissioni CO2 (g/km) | 0–100 km/h (secondi) | Velocità max (km/h) | Consumo medio (km/l) |
| 1.6 Multijet 16V 90        | dal debutto   | 4 cilindri in linea, Diesel | 1.560 cm³  | 66 kW (90 CV)   | 180 N·m @1.750 giri/min | da 191 a 198         | 17,1                 | 145                 | da 13,3 a 13,9       |
| 2.0 Multijet 16V 120       | dal debutto   | 4 cilindri in linea, Diesel | 1.997 cm³  | 88 kW (120 CV)  | 300 N·m @2.000 giri/min | da 194 a 198         | 12,8                 | 160                 | da 13,3 a 13,9       |
| 2.0 Multijet Power 16V 140 | dal debutto   | 4 cilindri in linea, Diesel | 1.997 cm³  | 100 kW (136 CV) | 320 N·m @2.000 giri/min | da 196 a 199         | 11,6                 | 170                 | da 13,2 a 13,5       |

## Terza generazione (dal 2021)
Nel 2021 viene presentata la terza serie dello Scudo, basata sul pianale EMP2 di origine PSA, a seguito della nascita di Stellantis.
Il nome ritorna nel listino FIAT dopo esser stato sostituito dal Fiat Talento tra il 2016 ed il 2020 in virtù di un accordo tra FCA e Renault.

### Motorizzazioni
La gamma motori è composta da un 1.5 litri Multijet da 120 CV con cambio manuale a 6 marce, un 2.0 litri Multijet da 145 CV con cambio automatico a 8 marce e manuale a 6 rapporti e un 2.0 litri Multijet da 180 CV, sempre abbinato al cambio automatico a 8 marce. Inoltre è presente una versione elettrica da 100 kW:
| Modello                    | Disponibilità | Motore                      | Cilindrata | Potenza         | Coppia massima          |
| 1.5 Multijet 16V 120       | dal debutto   | 4 cilindri in linea, Diesel | 1.499 cm³  | 88 kW (120 CV)  | 300 N·m @1.750 giri/min |
| 2.0 Multijet Power 16V 145 | dal debutto   | 4 cilindri in linea, Diesel | 2.000 cm³  | 106 kW (145 CV) | 340 N·m @1.750 giri/min |
| 2.0 Multijet Power 16V 180 | dal debutto   | 4 cilindri in linea, Diesel | 2.000 cm³  | 130 kW (177 CV) | 400 N·m @1.750 giri/min |
| Scudo-e                    | dal debutto   | elettrico                   |            | 100 kW (136 CV) | 260 N·m                 |